# 朱塞佩·托纳尼

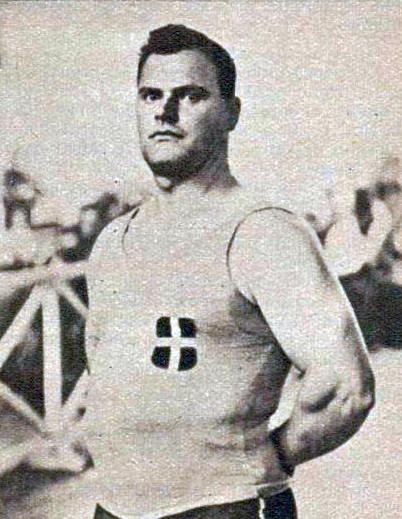
朱塞佩·托纳尼

朱塞佩·托纳尼（義大利語：Giuseppe Tonani，1890年10月2日—1971年10月1日），意大利男子举重运动员。他曾代表意大利参加1920年、1924年和1928年夏季奥林匹克运动会举重比赛，获得一枚金牌。